# Jean-Junior Nyabéyé
Jean-Junior Nyabéyé est un joueur camerounais de volley-ball né le 20 avril 1990 à Bertoua au Cameroun. Il mesure 1,91 m et joue au poste de réceptionneur-attaquant. Il évolua en France depuis 2011 au club de l'Avignon Volley-Ball puis à Sochaux.

## Clubs
| Club                             | Pays     | De        | À         |
| -------------------------------- | -------- | --------- | --------- |
| Sonel Yaoundé                    | Cameroun | 2006-2007 | 2007-2008 |
| FAP Yaoundé                      | Cameroun | 2008-2009 | 2009-2010 |
| Avignon Volley-Ball              | France   | 2011-2012 | 2012-2013 |
| Entente Volley Beaucourt-Sochaux | France   | 2013-2014 |           |

## Palmarès
- Championnat de France Ligue B
  - Vainqueur : 2012